# Ambrosius Lobwasser
Ambrosius Lobwasser (4. dubna 1515, Schneeberg - 27. listopadu 1585, Královec) byl německý humanista, spisovatel, básník, právník, žalmista a překladatel.

## Život
Lobwasser pocházel z rodiny se saskými kořeny. Jeho otec Fabian Lobwasser (ca 1480 - 1545) se věnoval geologii a hornictví, bratr Paul Lobwasser (? - 1566) byl známým právníkem a profesorem práva na univerzitě v Lipsku. Na této univerzitě byl i rektorem a v roce 1542 i děkanem filozofické fakulty. Ambrosius Lobwasser také vystudoval v Lipsku práva a v roce 1535 promoval. Poté vykonal cestu po západní Evropě (Francie, Itálie). Na této cestě navštívil Paříž a strávil delší dobu ve vévodství Berry, jednom z hugenotských center ve Francii. V italské Bologni získal v roce 1562 doktorský titul na právnické fakultě. Po návratu opět působil jako docent na lipské univerzitě. Od roku 1557 působil jako knížecí rada a kancléř v Míšni. Od roku 1563 až do smrti žil a přednášel na univerzitě ve východopruském Královci. Do Východního Pruska jej povolal vévoda Albrecht a Lobwasser měl po celou dobu podporu a přízeň vrchnosti. Působil jako profesor práva a též jako asesor u Vrchního soudu.

## Dílo
Do dějin se zapsal především jako překladatel žalmů, přičemž jejich překlad pod názvem „Žalmy královského proroka Davida“ vydal v roce 1573. Velký vliv na něj mělo francouzské myšlení a kultura, ve svých biblických překladech nevycházel ani tak z Luthera, jako spíš z francouzských filozofů a teologů k jakým patřili např. Gillaume Franc, Loys Bourgeois, Pierre Davantes, Clément Marot, Theodor Beza apod. Jeho dílo bylo zásadním příspěvkem pro luteránské bohoslužby až do konce 18. století. Velmi se zasloužil i o rozvoj němčiny. K jeho hlavním spisům patří „Deutsche zierliche Epigrammata“, "Hymni Patrum", "Tragödia von der Enthauptung Johannis" apod.